# Æthelwald Moll
Æthelwald Moll fou rei de Northúmbria del 759 al 765. Va arribar al poder després de l'assassinat d'Oswulf, fill d'Eadberht. Es desconeix quins eren els seus ancestres. Æthelwald
va tenir només un opositor, que va matar en un enfrontament armat, es deia Oswine i potser fos un germà d'Oswulf. El 765 una reunió del witenagemot el va destituir i es va fer monjo, probablement per imposició d'aquesta assemblea. El seu fill Æthelred seria rei passats els anys.

## Orígens
Æthelwald no consta en cap llista genealògica dels reis de Northúmbria, potser perquè no era un descendent d'Ida de Bernícia. Es desconeix si era un descendent d'Ælla de Deira, o si només era membre d'una família noble poderosa.
És probable que fos el mateix Moll, que s'esmenta durant el regnat d'Eadberht, el qual va expropiar terres dels monestirs de Stonegrave, Coxwold, i Donaemuthe per passar-les a mans del germà del rei, l'arquebisbe Ecgbert de York. Aquestes terres havien estat anteriorment concedides al germà d'Æthelwald Moll, l'abat Forthred i el papa Pau I va escriure perquè les hi tornessin.

## Regnat

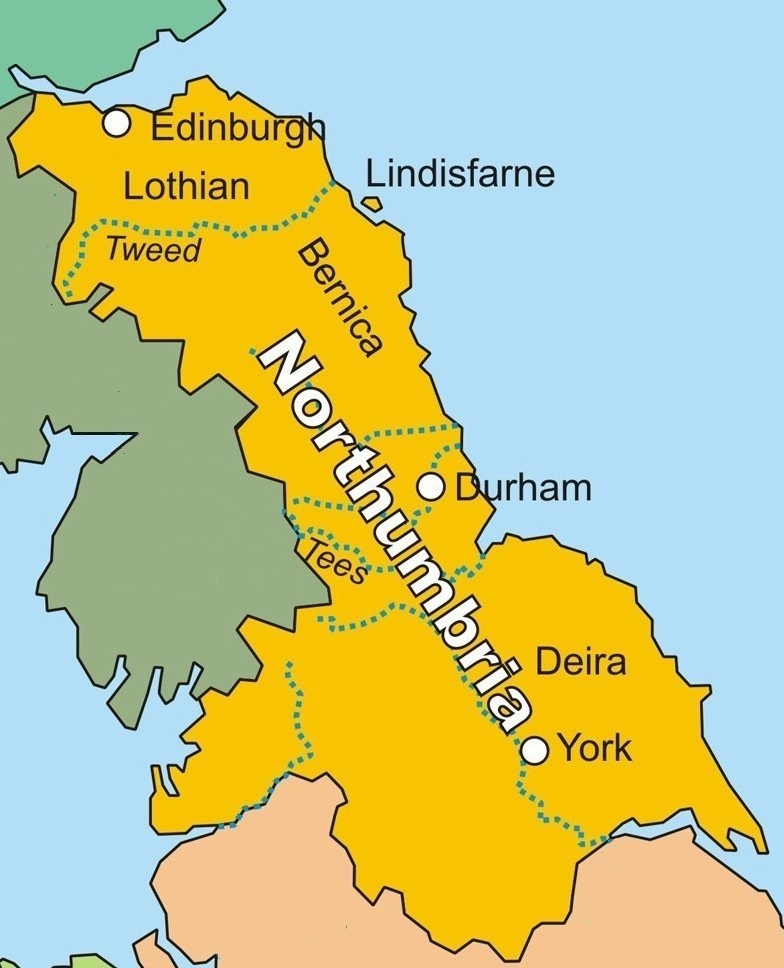
Mapa que mostra l'extensió del seu reialme.

El 24 de juliol del 759, el rei Oswulf va ser assassinat per personal al seu servei, un crim en què Æthelwald potser va ser implicat. Æthelwald va ser coronat rei de Northúmbria el 5 d'agost del 759. Sembla que ningú s'hi va oposar.
El continuador de la Historia ecclesiastica gentis Anglorum va escriure que l'any 761 va morir un tal Oswine. A la crònica de Simeó de Durham es donen més detalls, aquest Oswine era un noble ætheling, paraula anglosaxona que feien servir per referir-se als possibes candidats al títol de rei, i afegeix que va morir el 6 d'agost als turons d'Eildon lluitant contra Æthelwald.
Æthelwald va acabar deposat el 30 d'octubre del 765, per decisió d'una assemblea de nobles i prelats, els quals es van reunir a Pincanheale, un lloc on es feien els concilis a Northúmbria. Segons els Annals de Tigernach, Æthelwald va ser tonsurat.
El va succeir en el govern el gendre d'Eadberht, Alhred.

## Descendents
Simeó de Durham informa que Æthelwald es va casar a Catterick amb una dona anomenada Æthelthryth l'any 762. Se sap que almenys van tenir un fill, Æthelred, que més endavant seria rei. Se suposa que el Moll que va «morir assassinat per ordre imperiosa del rei Eardwulf» vers l'any 799 seria un parent d'Æthelwald Moll, ja que portaven el mateix cognom.